# El amante (película)
El amante (título original: L'amant) es una película dramática franco-británica-vietnamita, producida por Claude Berri y dirigida por Jean-Jacques Annaud en 1991. Está basada en la novela semiautobiográfica de Marguerite Duras. La película muestra un amor ilícito en la Indochina francesa durante 1929, entre una adolescente francesa y un rico hombre chino.

## Sinopsis
La protagonista femenina de la película es una colegiala francesa, de una familia colonial en un profundo estado de pobreza y abandono; ella tiene una particular visión ante este mundo que le tocó vivir, presa de una pasión que todavía no conoce, pero que intuye y funciona como el motor de su vida.
La historia gira en torno a la apasionada historia de amor que vive con un joven comerciante chino, cuya familia ha alcanzado una buena posición económica mediante negocios inmobiliarios; él ha regresado hace poco tiempo de París luego de abandonar sus estudios. Él queda encandilado por ella la primera vez que la ve parada junto a la barandilla de un ferry que cruza el río Mekong.
Le ofrece llevarla en su limusina Rolls Royce conducida por un chófer, desde el puerto del río hasta Saigón y ella acepta la invitación; durante el trayecto los dos apenas si cruzan palabras y una tensión sexual comienza a crecer entre ellos. Al comienzo de la película la joven indica que tiene 15 años y medio de edad, pero al joven chino le miente y le dice que tiene 17 años; hacia el final del relato cuenta su verdadera edad. (En el guion de la película "El amante de la China del Norte", la protagonista tiene 14 años y medio). Al día siguiente él la espera a la salida de la escuela de pupilos y los dos se dirigen a un pequeño departamento que él alquila en el barrio chino para sus aventuras amorosas, donde hacen el amor por primera vez. 
Las convenciones sociales de la época consideran un amor así impropio, debido a la diferencia de edad y de raza, por lo que ambos lo mantienen en secreto. Ellos por lo general hablan de su futuro alejados; la chica le hace saber desde el principio que no quiere que él se enamore, pide la trate como a una más de sus amantes, sin embargo, él no puede evitar involucrar sus sentimientos, pero ella le asegura que no le corresponde.
Posteriormente la joven le confiesa que no le interesan los problemas de la sociedad del pueblo chino, él responde que no puede desposarla porque ella no es virgen y su familia no le permite. Así comienza un tempestuoso affaire sumido en una pasión inconmensurable que, ambos saben, no puede durar. La familia de ella planea regresar a París y está molesta por la relación. Él debe comprometerse con una novia china en un casamiento concertado por su familia desde hace muchos años para consolidar sus negocios en el país. 
Es la historia de un amor desesperante, inconmensurable y maravilloso, impedido por la ley y la cultura. La pasión se enfrenta con las leyes mundanas, aceptando, desde un principio, la inminente derrota.

## Reparto
- Jane March como la joven.
- Tony Leung Ka Fai como el amante chino.
- Frédérique Meininger como la madre de la joven.
- Arnaud Giovaninetti como el hermano mayor de la joven.
- Melvil Poupaud como el hermano menor de la joven.
- Lisa Faulkner como Hélène Lagonelle, la compañera de la joven.
- Xiem Mang como el padre del amante chino.
- Philippe le Dem como el profesor de francés.
- Ann Schaufuss como Anne-Marie Stretter.
- Quach Van An como el conductor.
- Tania Torrens como la directora de la escuela.
- Jeanne Moreau como la voz en off que narra la historia.

## Producción
En el guion de la película escrito por Annaud y Gérard Brach, la edad de la mujer es modificada de catorce y medio a dieciocho años de edad. El personaje es representado por la actriz Jane March, quien cumplió dieciocho años poco tiempo después de haber comenzado el rodaje.
La producción comenzó en 1989, mientras que la filmación comenzó en 1991. 

## Recepción
La película fue estrenada el 22 de enero de 1992. En general recibió críticas negativas de la mayoría de los críticos norteamericanos.

## Premios y nominaciones

### Premios Bambi
| Año  | Categoría       | Receptor   | Resultado |
| ---- | --------------- | ---------- | --------- |
| 1992 | Mejor actuación | Jane March | Ganadora  |

### Premios de la Academia Japonesa
| Año  | Categoría                 | Receptor            | Resultado |
| ---- | ------------------------- | ------------------- | --------- |
| 1993 | Mejor película extranjera | Jean-Jacques Annaud | Candidato |

### Premios Óscar
| Año  | Categoría        | Receptor       | Resultado |
| ---- | ---------------- | -------------- | --------- |
| 1993 | Mejor fotografía | Robert Fraisse | Candidato |

### Premios César
| Año  | Categoría    | Receptor      | Resultado |
| ---- | ------------ | ------------- | --------- |
| 1993 | Mejor música | Gabriel Yared | Ganador   |